# 343322 Tomskuniver
343322 Tomskuniver è un asteroide della fascia principale. Scoperto nel 2010, presenta un'orbita caratterizzata da un semiasse maggiore pari a 2,7768786 au e da un'eccentricità di 0,1161129, inclinata di 11,68280° rispetto all'eclittica.